# Walter Amsallem
Pour les articles homonymes, voir Amsallem.
Walter Amsallem est un homme politique français, né le 20 septembre 1931 à Miliana (Algérie française),. Il est maire de Beauvais pendant vingt-quatre ans.

## Biographie
Pharmacien dans le quartier populaire de la Soie-Vauban après avoir commencé sa carrière dans une officine à Saint-Tropez, il est élu pour la première fois au conseil municipal de Beauvais à l'occasion d'une élection municipale partielle en 1972.
Il remporte les élections municipales de 1977 à la tête d'une liste d'union de la gauche, succédant à Édouard Grospiron (UDR/RPR, maire depuis 1972) par 52,37 % contre 47,62 %. Il remporte également les élections municipales de 1983, 1989 et 1995. 
Son passage à la tête de la ville changera profondément la vieille cité épiscopale, défigurée par la Seconde Guerre mondiale, et un peu endormie depuis. Son action se porte notamment dans le domaine culturel (développement du théâtre, du cinéma, création d'équipements important comme la salle de spectacle Elispace, d'une antenne universitaire, d'un hôpital, etc.) et le soutien à un important réseau d'associations de quartier. 
Usé par le pouvoir et affaibli par des défections régulières parmi ses alliés politiques, il est battu par Caroline Cayeux (UMP-UDF) le 18 mars 2001 à l'issue d'une triangulaire gauche (43,45 %) - divers droite (9,18 %) - droite 
(47,37 %). 
Durant cette même période, il échoue par deux fois aux élections législatives face à Marcel Dassault.
Il a également été conseiller général de l'Oise, conseiller régional de 1977 à 1999, et président du conseil régional de Picardie de 1983 à 1985, remplaçant René Dosière, désavoué par le PS. Il démissionne du conseil régional en 1999.
En 2001, alors qu'il est maire de Beauvais depuis 1977, il perd les élections,. Pour les municipales de mars 2008, il estime après l'échec des socialistes qu'il n'y a pas eu de « renouvellement de gauche » et, dans un ouvrage paru fin 2008, reproche à la gauche beauvaisienne d'être peu ouverte sur la société civile,. Il déclare cependant rester « un militant de gauche, même sans carte » depuis qu'il a été déçu par ses anciens amis. Ce proche de François Mitterrand avait déclaré quelques mois plus tôt ne plus payer sa cotisation au PS depuis 2006
.
Il est commandeur de la Légion d'honneur,.

## Mandats
- 1977 - 2001 : maire de Beauvais (Oise) ;
- 1983 - 1985 : conseiller général de l'Oise ;
- 1983 - 1985 : président du conseil régional de Picardie.
- 1983 - 1999: conseiller régional de Picardie

## Décorations
- officier de la Légion d'honneur le 27 janvier 1989
- commandeur de la Légion d'honneur le 1er janvier 2013

## Publication
- Walter Amsallem, Roger Wallet, Oui, le cœur à gauche - Beauvais, 1972-2001, Éditions du Petit Véhicule (ISBN 978-2842736774)[11]

## Sources
1. ↑  René Mayer, Dictionnaire biographique des Français d'Afrique du Nord,  2006, p.165
2. ↑  « REPÈRES », sur leparisien.fr (consulté le 2 février 2014)
3. 1 2 3  "Walter Amsallem, une retraite entre Beauvais et Saint-Tropez", Le Parisien, 17 juillet 2010
4. ↑  "Walter Amsallem commente son élection au Conseil régional", France 3 Picardie, 18 avril 1983
5. ↑  "Conseil Régional : démission de Walter Amsallem", France 3 Picardie, 29 mars 1999
6. ↑  « Walter Amsallem commandeur de la Légion d'honneur », sur France 3 Hauts-de-France, 2 janvier 2013 (consulté le 22 février 2022)
7. ↑  « Walter Amsallem toujours absent », sur leparisien.fr, 20 mai 2001 (consulté le 22 février 2022)
8. 1 2  Jacques Frantz, "Opposition : après Amsallem, le déluge", L'Express, 15 février 2009
9. ↑  "Walter Amsallem élevé au grade de commandeur de la Légion d'honneur", Le Courrier picard, 1er janvier 2013
10. ↑  Décret du 31 décembre 2012
11. ↑  "Les vérités de Walter Amsallem sur ses années à la mairie", Le Parisien, 9 décembre 2008